# Lárva

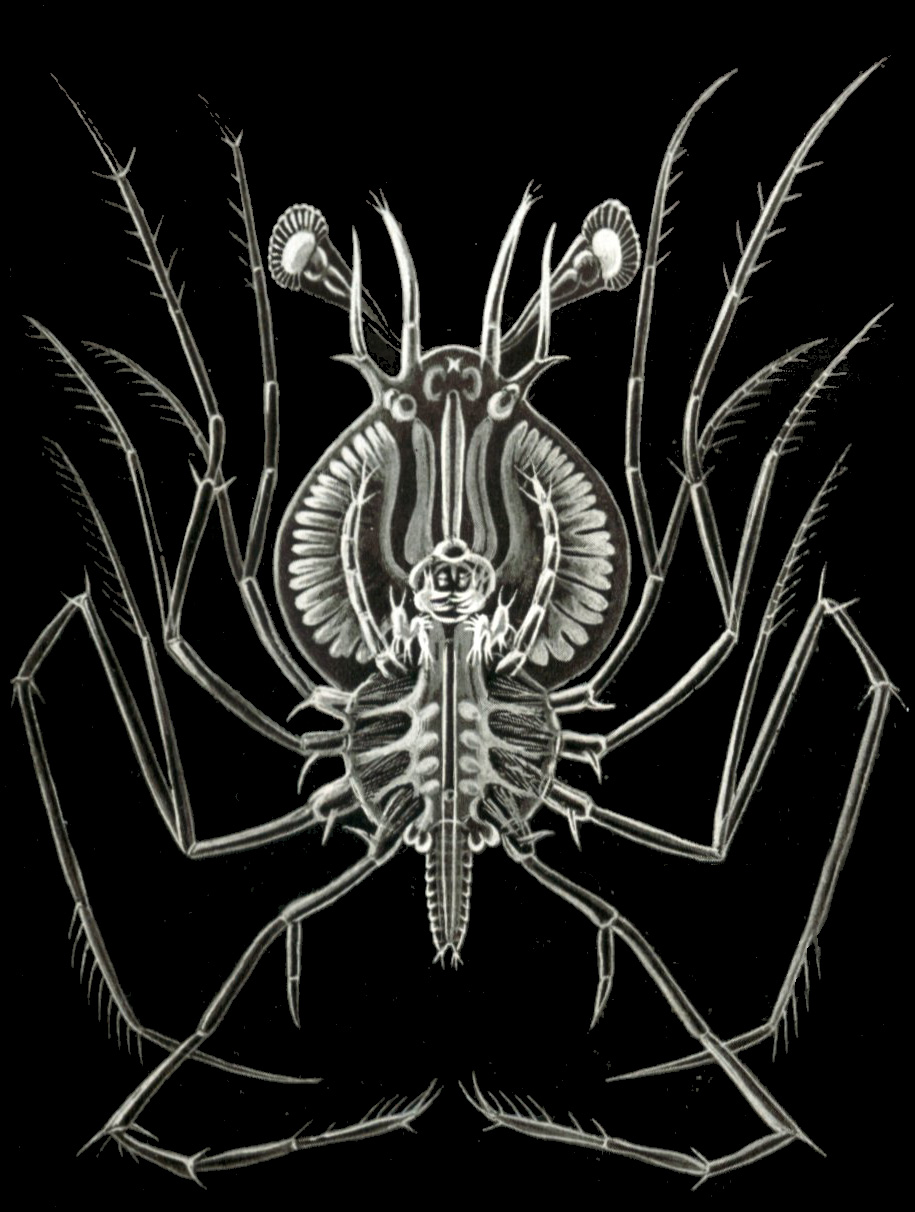
Az Európai languszta phyllosoma lárvája

A lárva vagy régies nevén álca  az átalakulással fejlődő állatok posztembrionális fejlődésének egyik átmeneti alakja. Alaktanilag, élettanilag és életmódban lényegesen eltérhetnek a kifejlett alaktól.  Lehetnek olyan lárvális szerveik, melyek a kifejlett példányoknak nincsenek, például a hernyók csonklábai és rágó szájszerve, az ebihalak kopoltyúi és úszófarkuk, vagy a szitakötőlárvák fogóálarca stb., melyek a kifejlett alakon már nem találhatók meg. Ha a juvenilis állatok alakja már hasonlít a kifejlett egyedére, kivéve a szárnyak hiányát, akkor nimfának nevezzük őket.
Lárva alakokkal fejlődő csoportok találhatók az egysejtűektől a halakig.
A legismertebb lárvaállapotú állatcsoportok a rovarok és a kétéltűek. A békák lárváit ebihalaknak, a  rovarok lárváit változatos nevekkel illetjük a például pondró, drótféreg vagy hernyó. A különböző lárvastádiumok megnevezését gyakran L1, L2 stb. rövidítéssel jelölik. A lárvális időszaknak nem kell mindig rövid átmeneti szakasznak lennie, az állat életének nagy részét is kiteheti. A nagy szarvasbogár például három – öt évig fejlődik lárvaként (pajor), és csak néhány hétig kifejlett bogárként (imago). A kérészeknél az imágóvá alakulást követően egyes fajok csak néhány órát élnek. Vannak továbbá olyan fajok, amelyekben a lárvák már ivaréretté válnak, és többnyire nem mennek át metamorfózison (lásd: neoténia), például a mexikói axolotl.